# Kanton Pacollo
Der Kanton Pacollo ist ein Verwaltungsbezirk im Departamento La Paz im südamerikanischen Anden-Staat Bolivien.

## Lage im Nahraum
Der Kanton Pacollo ist einer von drei Cantones des Landkreises (bolivianisch: Municipio) Coroico in der Provinz Nor Yungas und liegt im südwestlichen Teil des Landkreises. Es grenzt im Nordwesten und Westen an die Provinz Murillo, im Süden an die Provinz Sud Yungas, im Osten an den Kanton Coroico, und im Nordosten an den Kanton Mururata.
Der Kanton erstreckt sich zwischen 16° 04' und 16° 20' südlicher Breite und 67° 44' und 67° 58' westlicher Breite, er misst von Norden nach Süden und Westen nach Osten jeweils bis zu 25 Kilometer. Der Kanton hat 20 Ortschaften (localidades), zentraler Ort ist Pacollo mit 241 Einwohnern (Volkszählung 2012) im östlichen Teil des Kantons.

## Geographie
Der Kanton Pacollo liegt in den bolivianischen Yungas am Ostabhang der Anden-Gebirgskette der Cordillera Real. Das Klima der Region ist ein typisches Tageszeitenklima, bei dem die mittleren Temperaturen im Tagesverlauf stärker schwanken als im Jahresverlauf.
Der Jahresniederschlag hier in den subtropischen Yungas liegt bei 1100 mm (siehe Klimadiagramm Coroico) und weist eine deutliche Trockenzeit von Mai bis August und eine Regenzeit von Dezember bis Februar auf. Die Monatsdurchschnittstemperaturen schwanken nur unwesentlich zwischen 20 °C und 25 °C, tagsüber ist es sommerlich warm und nachts angenehm kühl.

## Bevölkerung
Die Einwohnerzahl des Kanton ist zwischen den beiden letzten Volkszählungen um etwa ein Drittel angestiegen. Für das Jahrzehnt bis zum Jahr 2010 geht die offizielle Bevölkerungsschätzung für das Municipios Coroico von einer ähnlichen Entwicklung aus wie in dem Jahrzehnt vor 2001.
| Jahr | Einwohner | Quelle           |
| ---- | --------- | ---------------- |
| 1992 | 934       | Volkszählung     |
| 2001 | 1.279     | Volkszählung     |
| 2010 | .         | noch keine Daten |

## Gliederung
Der Kanton untergliedert sich in insgesamt fünfzehn Unterkantone (vicecantones).